# Кёниг, Уолтер
Уолтер Кёниг (англ. Walter Koenig /keɪnɪg/; род. 14 сентября 1936, Чикаго, штат Иллинойс, США) — американский киноактёр, получивший известность благодаря ролям лейтенанта Павла Чехова в телесериале «Звёздный путь: Оригинальный сериал» и Альфреда Бестера в телесериале «Вавилон-5».

## Ранние годы
Родители Уолтера были еврейскими иммигрантами из Литвы; при переезде Сара (в девичестве Штраусс) и Исадор сменили фамилию с Кёнигсберг на Кёниг. Отец Уолтера был бизнесменом. Актёр окончил Калифорнийский университет в Лос-Анджелесе, получив степень бакалавра психологии.

## Карьера

### Актёрская карьера
Кёниг сыграл роль Павла Чехова, навигатора космического корабля USS Enterprise (NCC-1701) в пилотном сериале медиафраншизы «Звёздный путь», а также в нескольких фильмах-спин-оффах сериала.
Уолтер Кёниг — один из трёх живущих членов главного актёрского состава оригинального «Звёздного пути», вместе с Уильямом Шетнером и Джорджем Такеи.

### Гуманитарная работа
В 2007 году Уолтеру Кёнигу поступило предложение от группы гражданских прав кампании США по Мьянме (англ. human rights group U.S. Campaign for Burma) помочь им достичь населения США своим посланием о гуманитарном кризисе в Мьянме. Как сообщалось позднее на его официальном сайте Уолтера, он посетил лагерь беженцев на границе Таиланда и Мьянмы, оставаясь там с 16 по 25 июля 2007 года.

## Личная жизнь
С 1965 года Уолтер Кёниг женат на Джуди Левитт, у них есть дети — сын Джош Эндрю Кёниг (покончил жизнь самоубийством весной 2010 года) и дочь, Даниэль Кёниг (жена комика Джимми Пардо). До этого брака у Кёнига были очень серьёзные отношения с актрисой Анжанетт Комер. Уолтер пережил операцию на сердце в 1993 году. Его роль в сериале «Вавилон-5» из-за этого оставалась под вопросом; однако создатель сериала Джозеф Майкл Стражински пообещал Уолтеру придержать это место за ним, внеся некоторые изменения в сценарий. Впоследствии роль досталась Уолтеру, он участвовал в нескольких сезонах съёмок.

## Избранная фильмография
| Год       |   | Русское название                   | Оригинальное название                  | Роль                    |
| --------- | - | ---------------------------------- | -------------------------------------- | ----------------------- |
| 1963      | с | Главный госпиталь                  | General Hospital                       | Чарли Тернер            |
| 1967—1969 | с | Звёздный путь: Оригинальный сериал | Star Trek: The Original Series         | Павел Чехов             |
| 1976      | с | Коломбо                            | Columbo                                | сержант Джонсон         |
| 1979      | ф | Звёздный путь                      | Star Trek: The Motion Picture          | Павел Чехов             |
| 1982      | ф | Звёздный путь 2: Гнев Хана         | Star Trek II: The Wrath of Khan        | Павел Чехов             |
| 1984      | ф | Звёздный путь 3: В поисках Спока   | Star Trek III: The Search for Spock    | Павел Чехов             |
| 1986      | ф | Звёздный путь 4: Дорога домой      | Star Trek IV: The Voyage Home          | Павел Чехов             |
| 1989      | ф | Ловушка на луне                    | Moon Trap                              | полковник Джейсон Грант |
| 1989      | ф | Звёздный путь 5: Последний рубеж   | Star Trek V: The Final Frontier        | Павел Чехов             |
| 1991      | ф | Звёздный путь 6: Неоткрытая страна | Star Trek VI: The Undiscovered Country | Павел Чехов             |
| 1994      | ф | Звёздный путь: Поколения           | Star Trek: Generations                 | Павел Чехов             |
| 1994—1998 | с | Вавилон-5                          | Babylon 5                              | Альфред Бестер          |
| 1998      | с | Диагноз: убийство                  | Diagnosis: Murder                      | Куинн Траск             |
| 2007      | в | Звёздный путь людей и богов        | Star Trek: Of Gods and Men             | Павел Чехов             |